# Eduardo Echevarría
Eduardo Echevarría Lavín (Penagos, 15 de diciembre de 1952) es un político español perteneciente al Partido Socialista de Cantabria-PSOE. Fue alcalde de Villaescusa de 1987 a 2008. Entre 2007 y 2011 fue secretario de organización del PSC-PSOE, cuya presidencia ocupó entre 2017 y 2025. En marzo de 2019 fue nombrado delegado del Gobierno en Cantabria en sustitución de Pablo Zuloaga. Cesó en febrero de 2020, siendo sustituido por Ainoa Quiñones.